# Francisco de Lacerda Machado

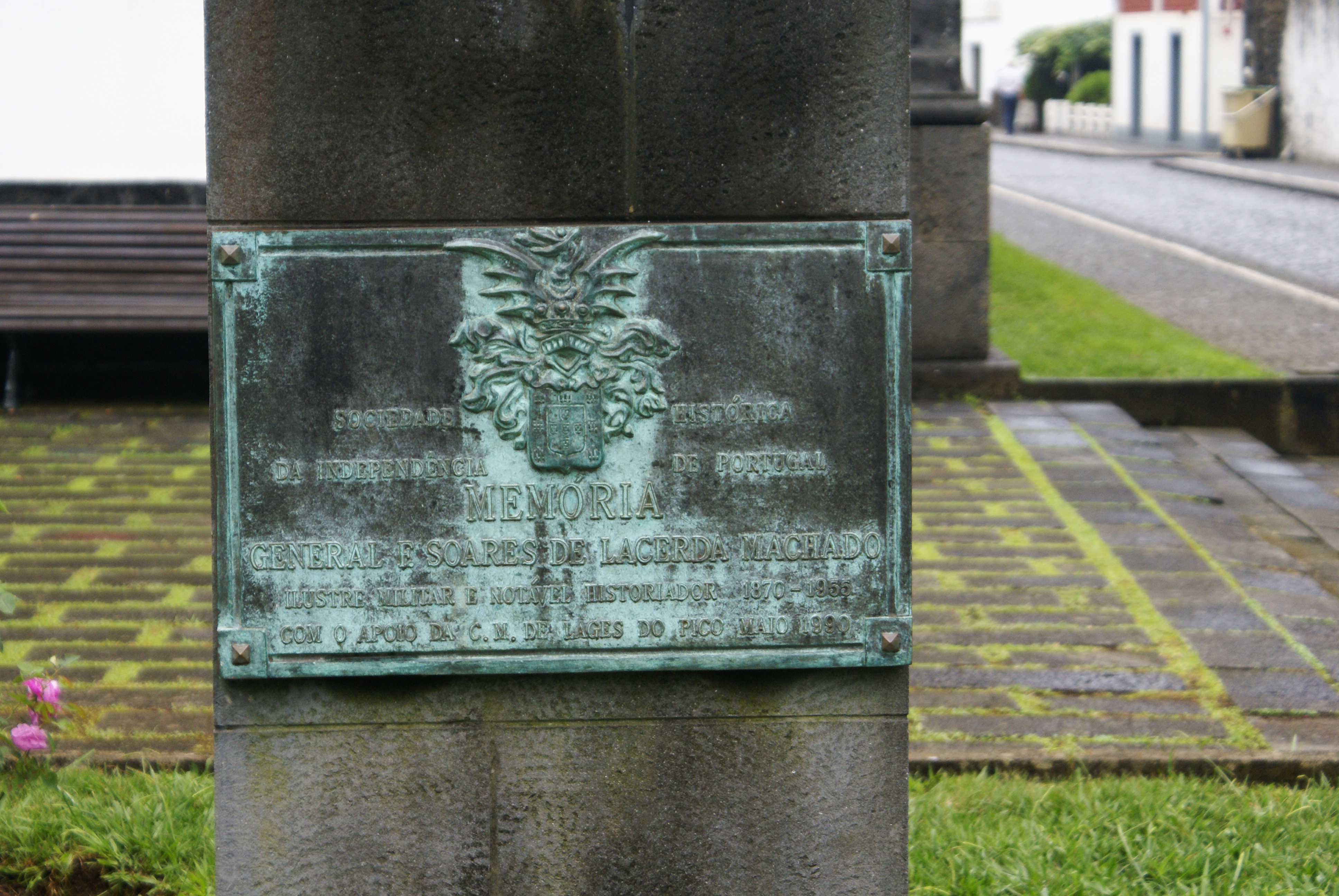
General Francisco Soares Lacerda Machado, placa Comemorativa.

Francisco Soares de Lacerda Machado GCC • GCA • ComSE (Lajes do Pico, 29 de Janeiro de 1870 –  Santa Isabel, Lisboa, 26 de Agosto de 1955) foi um militar, historiador e etnógrafo, açoriano, natural da ilha do Pico.

## Biografia
Foi filho de Francisco Nunes de Lacerda e Melo (Lages, 20 de Abril de 1840 - ?) e de sua mulher Jacinta Teolinda Machado Soares (Pico, Lajes do Pico, 20 de Agosto de 1837 - ?).
Militar de carreira, atingiu a patente de General do Exército, em 1932. Terminou a sua formação na Escola do Exército, sendo na altura colocado, como aspirante a oficial, no ano de 1891 na Companhia de Caçadores nº 10. 
Em 1920, com a patente de coronel, comandou a Companhia de Infantaria nº 22, em Portalegre, a 3.ª Região Militar, em Tomar com a patente de brigadeiro, e em 1929 a 1.ª Região Militar, no Porto. Fez parte integrante do Conselho Superior de Disciplina do Exército e o Conselho de Recursos do Exército.
Foi historiador e etnógrafo e membro da Associação dos Arqueólogos Portugueses, local onde procurou, com sucesso promover o estudo do estandarte, da Sociedade de Geografia de Lisboa, da Sociedade Histórica da Independência de Portugal (Lisboa), do Instituto Histórico do Minho (Viana do Castelo). Foi autor do escudo e selo da Câmara Municipal das Lajes do Pico.
Foi graças à sua influência junto do ministro Duarte Pacheco que se construiu a estrada entre as Lajes do Pico e a Piedade do Pico, em 1937.
O concelho das Lajes do Pico ficou a dever-lhe a divulgação pública de muitos aspectos da sua cultura, particularmente à história do concelho e à sua etnografia. 
Foi o presidente da secção de «História e tradição, etnografia e folclore, literatura e arte» do Primeiro Congresso Açoriano (Lisboa, 1938) e à Casa dos Açores, em Lisboa entre 1939 e 1940.
Casou com Octávia de Sousa Machado de Lacerda, com geração.
Foi detentor de várias condecorações e louvores, entre as quais foi detentor da Comenda da Ordem Militar de Sant'Iago da Espada, e também detentor da Grã-Cruz da Ordem Militar de Cristo e da Ordem Militar de Avis.
No concelho das Lajes do Pico, o largo fronteiro à casa onde nasceu tem o seu nome.
A literatura que escreveu foi variada, destacando-se entre elas: 
- (1915), Os Morgados das Lages: ilha do Pico. Lisboa, Tip. Casa Portuguesa, com 2.ª edição [(1991) fac-similae, Lajes do Pico, Câmara Municipal das Lajes do Pico].
- (1915), Os Capitães-móres das Lages (ilha do Pico): notícia histórica e genealógica. Lisboa, Livraria Férin, com 2.ª edição fac-similae, [(1991) Lajes do Pico, Câmara Municipal das Lajes do Pico].
- (1916), Dos que povoaram o norte da jurisdição das Lages: Ilha do Pico / notícia histórica e genealógica. Porto, Typ. da Empreza Lit. e Typ, com 2.ª edição [(1991) fac-similae, Lajes do Pico, Câmara Municipal das Lajes do Pico].
- (1917), Vocabulário regional: colhido no concelho das Lages (ilha do Pico). Coimbra, Imprensa da Universidade. [Usos, costumes, superstições, notas históricas] com 2.ª edição [(1991) fac-similae, Lajes do Pico, Câmara Municipal das Lajes do Pico].
- (1921), A Etnogenia micaelense. Coimbra, Imprensa da Universidade.
- (1927), Tribos selvagens nos Açores. Revista Insular e de Turismo, Janeiro (4): 19.
- (1936), História do concelho das Lages: Ilha do Pico. Figueira da Foz, Tip. Popular [obra incompleta], com 2.ª edição [(1991) fac-similae, Lajes do Pico, Câmara Municipal das Lajes do Pico].
- (1940), Dois heróis da Restauração Gonçalo Pereira de Lacerda e Diogo Pereira de Lacerda In A Nobreza na Restauração de Portugal. Lisboa, Tip. Inglesa: 223-234.
- (1995), A revelação geográfica do arquipélago [dos Açores]. Livro do Primeiro Congresso Açoriano (2.ª edição). Ponta Delgada, Jornal de Cultura: 145-147. *(1995), Necessidades do Concelho das Lages do Pico. Livro do Primeiro Congresso Açoriano (2.ª edição). Ibid., Idem: 345-346.